# Vladichthys gloverensis
Vladichthys gloverensis, vrsta ribe porodice žabovki (Batrachoididae), jedini predstavnik roda Vladichthys. Obitavalište joj je zapadni Atlantik, uz obale Belizea i Hondurasa, na dubini od 15 do 34 metra. Maksimalna dužina joj je 5.6 cm.
Prvi puta opisana je i klasificirana 1973. (Greenfield & Greenfield). Zasada još nije poznata pod nijednim narodnim nazivom, a sinonimi su joj 	
Amphichthys gloverensis i Triathalassothia gloverensis.